# 時差ぼけ
時差ぼけ（じさぼけ、英語: jet lag）とは、数時間以上の時差がある地域間を飛行機などで短時間で移動した際に起こる、心身の不調状態を称する一般通称。それが著しい苦痛や体調不良を伴う場合は時差症候群または非同期症候群と呼ぶ。

## 原理
人間の身体は外的刺激（光の明暗、社会的な刺激）により生活リズムを刻んでいるが、旅行・出張などによる長距離移動を短時間に行った際、周囲で発生している外因性リズムと身体に刻まれている生活リズム（内因性リズム）に同期のずれが生じる。この同期のずれが修正されるまでの期間、身体に発生する不調状態を総じて「時差ぼけ」と呼ぶ。
時差ぼけが解消されるまでの期間（同期のずれが修正されるまでの期間）は個人差・地域差があり、一般的に年齢が若く、体力のある者の方が解消までの期間は短い。また、人間の体内時計（概日リズム）は24時間よりも長いリズムに対応する傾向があるため、一日が伸びる東から西（例：日本からヨーロッパ）へ移動した場合、一日が短くなる西から東（例：日本からアメリカ）へ移動する場合に比べ、約20%早く時差ぼけが解消される。

## 主な症状
- 睡眠障害 - 2、3日程度で解消されるのが一般的
- 胃腸障害
- 昼夜逆転生活
- 疲労による集中力・判断力の低下
- 吐き気
- 頭痛

## 管理
通常の睡眠パターンとなるために4-6日を要し、食事、午前中3時間の明るい光、メラトニンが用いられている。有用だという証拠はないが、旅行者は現地での夕方に0.5mgのメラトニンが役立つといい、5mgでは睡眠を促す。食事ではカフェイン、疲労回復のための栄養、眠気を強めるためのLトリプトファンの服用などだが、その有効性を裏付けるデータは非常に限られている。
別のレビューは、時差ぼけによる睡眠の位相の防止に対するメラトニンの使用のための弱い推奨を見出しており、2014年時点での証拠からは推奨には至らず、さらなる長期のランダム化比較試験が必要である。